# Slávek Ostrezí
Slávek Ostrezí, občanským jménem Stanislav Ostrezí (23. listopadu 1923 Přerov – 22. dubna 2001) byl český hudební skladatel, básník, textař a publicista.

## Písňové texty
- 1960 Kdybych byl měsícem, hudba: Sláva Eman Nováček, hraje: Kamil Lochman se svým orchestrem, zpívá: Milan Martin[1]
- 1960 Neptej se na lásku, hudba: Alois Wolf, zpívá: Josef Zíma[2]
- 1965 Si, Si Signorina, hudba: Mojmír Balling, hraje: Karel Vlach se svým orchestrem, zpívají: Josef Zíma a Jaromír Mayer[3]
- 1965 Tiger Bill, hudba: Saša Grossman, hraje: Sláva Kunst se svým orchestrem, zpívá: Karel Hála a sbor Lubomíra Pánka[4]

## Publikace
- OSTREZÍ, Stanislav. Jaromír Vejvoda, král české polky. Praha: Bärenreiter Editio Supraphon, 1995. 67 s. ISBN 80-7058-327-4.

## Zajímavosti
Slávek Ostrezí také amatérsky fotografoval. Je například autorem fotografických portrétů svého přítele, fotografa Jaroslava Krejčího.